# Hurts 2B Human
Hurts 2B Human (englisch für „(es) tut weh, Mensch zu sein“) ist das achte Studioalbum der US-amerikanischen Popsängerin Pink, das am 26. April 2019 von RCA Records veröffentlicht wurde.

## Hintergrund
Am 20. Februar 2019 erschien die Leadsingle Walk Me Home, die sich in Deutschland auf Platz 33 und in Österreich auf Platz 36 platzierte. In der Schweiz und im Vereinigten Königreich erreichte die Single Platz 8.

## Rezension
Für Kerstin Kratochwill von laut.de war Hurts 2B Human eine „Hochglanzproduktion“, die „keinerlei Ecken, Kanten oder Dreck“ zuließe, was für sie „ein wenig dem rebellischen sowie streitbaren Image der Sängerin“ widerspreche.

## Titelliste
| Nr. | Titel                                  | Text | Musik                                    | Dauer |
| --- | -------------------------------------- | --- | ---------------------------------------- | ----- |
| 01  | Hustle                                 | Alecia Moore, Dan Reynolds, Jorgen Odegard                                                                 | Jorgen Odegard, Dan Reynolds             | 2:55  |
| 02  | (Hey Why) Miss You Sometime            | Alecia Moore, Max Martin, Shellback                                                                        | Max Martin, Shellback                    | 3:23  |
| 03  | Walk Me Home                           | Alecia Moore, Scott Harris, Nate Ruess                                                                     | Peter Thomas, Kyle Moorman               | 2:59  |
| 04  | My Attic                               | Julia Michaels, Ilsey Juber, Freddy Wexler                                                                 | The Struts                               | 3:02  |
| 05  | 90 Days (feat. Wrabel)                 | Alecia Moore, Wrabel, Steve Robson                                                                         | Steve Robson, Wrabel, Simon Gooding      | 3:50  |
| 06  | Hurts 2B Human (feat. Khalid)          | Alecia Moore, Teddy Geiger, Harris, Anna-Catherine Hartley, Alexander “Xplicit” Izquierdo, Khalid Robinson | Jorgen Odegard                           | 3:22  |
| 07  | Can We Pretend (feat. Cash Cash)       | Alecia Moore, Ryan Tedder, Jean Paul Makhlouf, Alex Makhlouf, Samuel Frisch                                | Cash Cash, Ryan Tedder                   | 3:44  |
| 08  | Courage                                | Alecia Moore, Greg Kurstin, Sia Furler                                                                     | Kurstin                                  | 4:19  |
| 09  | Happy                                  | Alecia Moore, Teddy Geiger, Sasha Sloan, Steph Jones                                                       | Oscar Görres, Teddy Geiger               | 3:01  |
| 10  | We Could Have It All                   | Alecia Moore, Kurstin, Beck Hansen                                                                         | Kurstin                                  | 4:33  |
| 11  | Love Me Anyway (feat. Chris Stapleton) | Alecia Moore, Allen Shamblin, Tom Douglas                                                                  | Alecia Moore, Sal Oliveri, Simon Gooding | 3:08  |
| 12  | Circle Game                            | Alecia Moore, Kurstin                                                                                      | Kurstin                                  | 4:54  |
| 13  | The Last Song of Your Life             | Alecia Moore, Billy Mann                                                                                   | Alecia Moore, Billy Mann                 | 5:11  |

## Kommerzieller Erfolg

### Chartplatzierungen
| ChartsChartplatzierungen       | Höchstplatzierung | Wochen |
| ------------------------------ | ----------------- | ------ |
| Deutschland (GfK)              | 2 (21 Wo.)        | 21     |
| Österreich (Ö3)                | 2 (17 Wo.)        | 17     |
| Schweiz (IFPI)                 | 1 (21 Wo.)        | 21     |
| Vereinigte Staaten (Billboard) | 1 (21 Wo.)        | 21     |
| Vereinigtes Königreich (OCC)   | 1 (24 Wo.)        | 24     |

| ChartsJahrescharts (2019)      | Platzierung |
| ------------------------------ | ----------- |
| Deutschland (GfK)              | 44          |
| Österreich (Ö3)                | 53          |
| Schweiz (IFPI)                 | 24          |
| Vereinigte Staaten (Billboard) | 149         |
| Vereinigtes Königreich (OCC)   | 23          |

### Auszeichnungen für Musikverkäufe
| Land/Region                  | Auszeichnungen für Musikverkäufe (Land/Region, Auszeichnung, Verkäufe) | Verkäufe |
| ---------------------------- | ---------------------------------------------------------------------- | -------- |
| Australien (ARIA)            | Platin                                                                 | 70.000   |
| Frankreich (SNEP)            | Gold                                                                   | 50.000   |
| Kanada (MC)                  | Platin                                                                 | 80.000   |
| Neuseeland (RMNZ)            | Platin                                                                 | 15.000   |
| Polen (ZPAV)                 | Gold                                                                   | 10.000   |
| Schweiz (IFPI)               | Gold                                                                   | 10.000   |
| Vereinigtes Königreich (BPI) | Gold                                                                   | 100.000  |
| Insgesamt                    | 4× Gold · 3× Platin ·                                                  | 335.000  |

Hauptartikel: Pink (Musikerin)/Auszeichnungen für Musikverkäufe